# 戈建华
戈建华（1955年—），河北东光人，汉族，中华人民共和国政治人物、第十一届全国人民代表大会河北地区代表。
毕业于天津大学化学工程专业。加入中共，担任华戈控股集团董事长。2008年起担任全国人大代表。